# Microgastrura nanacatlica
Microgastrura nanacatlica är en urinsektsart som beskrevs av Vàzquez och Palacios-Vargas 1997. Microgastrura nanacatlica ingår i släktet Microgastrura och familjen Hypogastruridae. Inga underarter finns listade i Catalogue of Life.